# Chen Xiaoli
Dans ce nom chinois, le nom de famille, Chen, précède le nom personnel.
Chen Xiaoli (en chinois : 陈晓丽), née le 20 février 1982, à Fuxin, dans la province du Liaoning, en Chine, est une joueuse chinoise de basket-ball. Elle évolue au poste de pivot.

## Palmarès
- Championne d'Asie 2009